# Jainvillotte
Jainvillotte é uma comuna francesa na região administrativa do Grande Leste, no departamento de Vosges. Estende-se por uma área de 7.44 km². Em 2010 a comuna tinha 80 habitantes (densidade: 10,8 hab./km²).